# Tre Valli Varesine 1996
La Tre Valli Varesine 1996, settantaseiesima edizione della corsa, si svolse il 23 agosto 1996 su un percorso di 200 km. La vittoria fu appannaggio dell'italiano Fabrizio Guidi, che completò il percorso in 4h58'35", precedendo i connazionali Andrea Tafi e Massimo Donati.
Sul traguardo di Casale Litta 55 ciclisti, su 171 partiti da Luino, portarono a termine la competizione.

## Ordine d'arrivo (Top 10)
| Pos. | Corridore             | Squadra              | Tempo    |
| ---- | --------------------- | -------------------- | -------- |
| 1    | Fabrizio Guidi        | Scrigno-Blue Storm   | 4h58'35" |
| 2    | Andrea Tafi           | Mapei-GB             | s.t.     |
| 3    | Massimo Donati        | Saeco-Estro          | a 3"     |
| 4    | Francesco Casagrande  | Saeco-Estro          | a 1'02"  |
| 5    | Massimiliano Lelli    | Saeco-Estro          | s.t.     |
| 6    | Paolo Valoti          | Cantina Tollo-Co.Bo. | s.t.     |
| 7    | Daniele Nardello      | Mapei-GB             | a 1'07"  |
| 8    | Gianni Faresin        | Panaria-Vinavil      | a 1'09"  |
| 9    | Viatcheslav Djavanian | Roslotto-ZG Mobili   | a 1'11"  |
| 10   | Alessio Galletti      | Panaria-Vinavil      | a 1'16"  |